# Ramequin

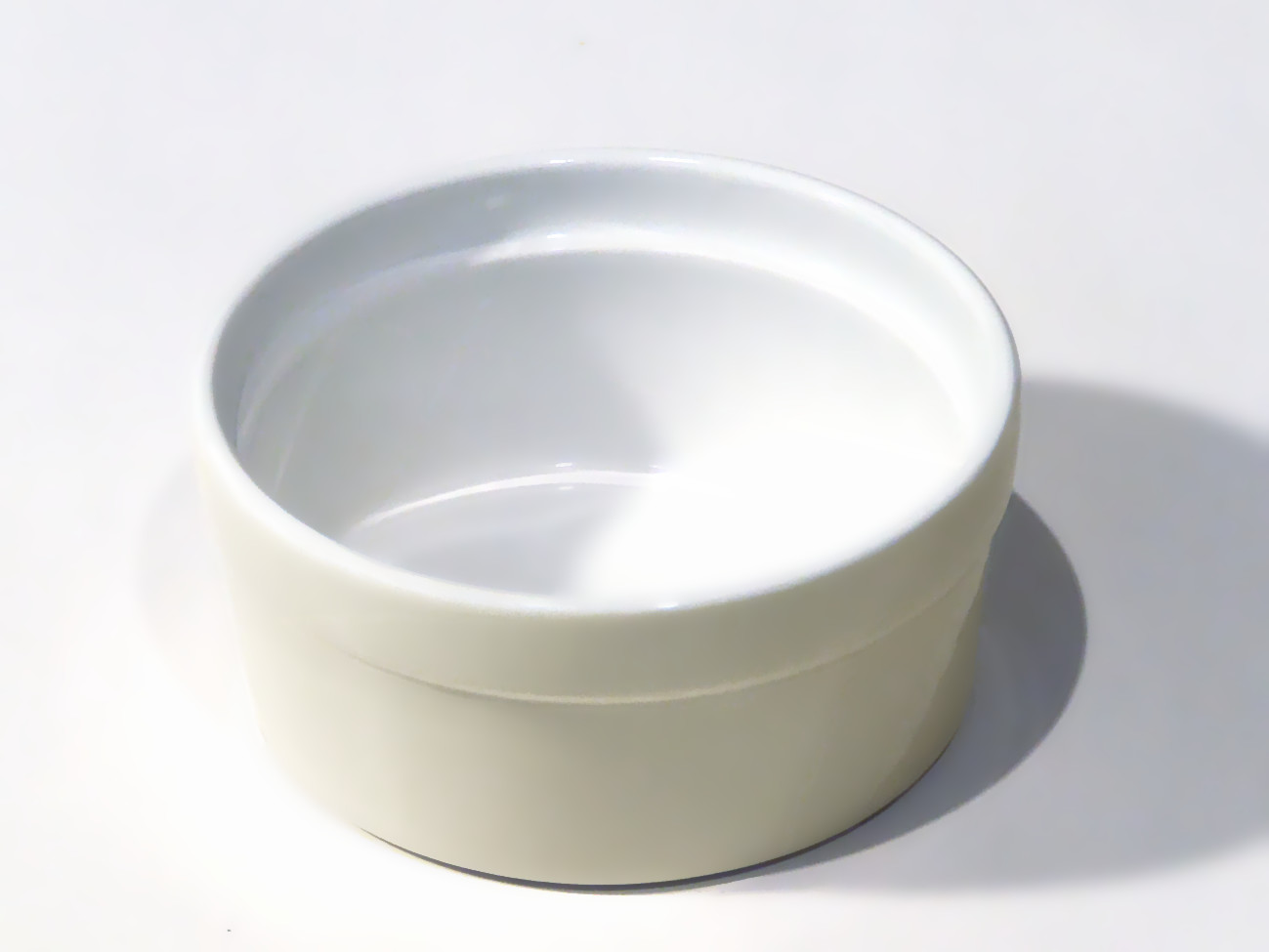
Ramequin.

Un ramequin, ramequín o ramekin es un pequeño recipiente de bordes altos y rectos, usado generalmente para hornear porciones individuales de varias recetas. Las recetas pueden ser dulces o saladas, y se incluyen los postres, tales como la clásica crème brûlée o la mousse de chocolate, y los platos salados como por ejemplo moimoi, y el suflé.
Los ramequines se llevan a la mesa y se come directamente en ellos, sin necesidad de verter su contenido a un plato. Es término de origen francés, que, a su vez, deriva del flamenco.

## Características
El material con el que se elabora los ramequines suele ser diverso, desde vidrio hasta cerámica o barro cocido, con el objeto de que puedan soportar las temperaturas de un horno casero. Suelen tener una capacidad que va desde 60 hasta 250 ml.